# Покальчук Володимир Феофанович
Володи́мир Феофа́нович Покальчу́к (1 липня 1896, с. Велика Фосня, нині Овруцький район — 5 січня 1983, Луцьк) — український діалектолог, краєзнавець, педагог, дослідник життя і творчості Лесі Українки. Батько письменників Юрія та Олега Покальчука.

## Біографія
Народився на Житомирщині. За одними даними, 22 березня 1875 (місце народження невідоме), за іншими — 1 липня 1896 року в с. Велика Фосня, нині Овруцький район, Житомирська область. Ще одна дата народження — 1897 рік.
Закінчив Реальне Училище і Луцьку українську гімназію. Воював в армії УНР (командир — сотник Омелянович-Павленко).
Після війни закінчив Київський інститут народної освіти, аспірантуру Інституту літератури імені Тараса Шевченка (був аспірантом професора Миколи Зерова). Очолював Гурток української словесності. Ця діяльність стала причиною його арешту. У той час познайомився з майбутньою дружиною — Оксаною Тушкан, — яка народилася на Катеринославщині (сучасна Дніпропетровська область) у родині статського радника, професора-агронома Павла Тушкана. До Києва вона потрапила, коли її батько почав працювати в уряді УНР, займаючись кадаструванням земель.
За доносом однокурсника (потім радянського драматурга Олександра Корнійчука) п. Володимиру було заборонено мати будь-яку справу з українською мовою і літературою. Покарання відбував у Лук'янівській в'язниці по справі «Спілки визволення України».
Працював викладачем Полтавського педагогічного інституту. У 1939 році влаштовується на роботу викладачем російської мови Кременецькому вчительському інституті , що на Тернопільщині. Під час Другої світової війни була спроба дістатися до Харкова, аби врятуватися. Але було запізно: на тих землях вже велася війна. Згодом родина переїхала до Луцька, де жили сестри та батько, — Покальчук Феофан Карпович. Тут, у Луцьку, Володимир Феофанович став викладачем української мови в українській гімназії, яку згодом ліквідували й лишили Українські Матуральні Курси, які і очолив Володимир Покальчук.
Після Другої світової війни тривалий час працював у Луцькому педагогічному інституті.
Досліджував діалекти волинського Полісся, займався громадською і культурно-просвітницькою діяльністю. Низку наукових публікацій присвячено життю і творчості Лесі Українки та Т. Осьмачки.

## Праці
- Покальчук В. Ф. Про деякі історико-географічні особливості Волинської області // Наукові записки… ЛуцькПДІ, 1954. — Т. 2.
- Покальчук В. Ф. З історії антропонімії Волині // Питання ономастики. — К. : Наукова думка, 1965. — С. 272—276.
- Покальчук В. Ф. Тодось Осьмачка. Фрагмент спогадів. — К., 1995.